# Vừng
Vừng hay còn gọi là mè (danh pháp hai phần: Sesamum indicum, mè là Sesame ) là một loại cây ra hoa thuộc chi Vừng (Sesamum), họ Vừng (Pedaliaceae). Nguồn gốc tự nhiên chính xác của cây vừng vẫn chưa được xác định, dù nhiều loài cây trong hoang dã có liên quan hiện diện ở châu Phi và một số nhỏ hơn ở Ấn Độ. Đây là một cây được thuần hóa ở các vùng nhiệt đới khắp thế giới và được trồng để lấy hạt ăn do hạt có hàm lượng chất béo và chất đạm cao.
Đây là một cây cao cỡ 1-1,5m. Lá đơn và kép 3 lá phụ, có lông, hoa vàng nhạt, nang có khía, hạt nhỏ. Hạt vừng chứa từ 38 đến 50% dầu. Dầu vừng là một loại dầu ăn tốt. Ở xứ lạnh, dầu vừng có ưu điểm hơn dầu ô liu vì nó khó đông đặc lại.
Lá và rễ cây vừng được dùng để gội đầu cho mọc tóc.

## Món ăn

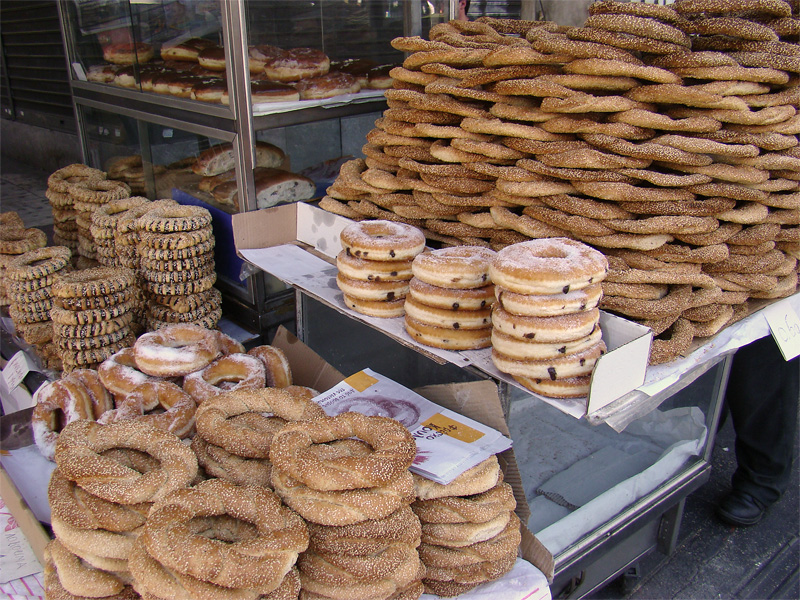
Một loại bánh rắc vừng ở Hy Lạp.

Vừng sao qua, giã nhỏ, trộn thêm muối và các thành phần khác là món ăn phổ biến tại Việt Nam, nhất là đối với những người ăn chay. Món ăn này thường là trộn với cơm ăn có vị bùi, hay cơm vừng.
Ngoài ra do vị bùi của nó mà vừng sau khi rang thường được rắc lên một số món ăn khác, hoặc như bánh đa vừng...

## Dinh dưỡng
| Giá trị dinh dưỡng cho mỗi 100 g (3,5 oz) | Giá trị dinh dưỡng cho mỗi 100 g (3,5 oz) |
| --- | ----------------------------------------- |
| Năng lượng | 2.372 kJ (567 kcal)                       |
| |                                           |
| Carbohydrat | 26.04 g                                   |
| Đường | 0.48 g                                    |
| Chất xơ | 16.9 g                                    |
| |                                           |
| |                                           |
| Chất béo | 48.00 g                                   |
| |                                           |
| |                                           |
| Protein | 16.96 g                                   |
| Tryptophan | 0.371 g                                   |
| Threonine | 0.704 g                                   |
| Isoleucine | 0.730 g                                   |
| Leucine | 1.299 g                                   |
| Lysine | 0.544 g                                   |
| Methionine | 0.560 g                                   |
| Cystine | 0.342 g                                   |
| Phenylalanine | 0.899 g                                   |
| Tyrosine | 0.710 g                                   |
| Valine | 0.947 g                                   |
| Arginine | 2.515 g                                   |
| Histidine | 0.499 g                                   |
| Alanine | 0.886 g                                   |
| Acid aspartic | 1.574 g                                   |
| Acid glutamic | 3.782 g                                   |
| Glycine | 1.162 g                                   |
| Proline | 0.774 g                                   |
| Serine | 0.925 g                                   |
| \| Vitamin và khoáng chất \| Vitamin và khoáng chất \| \| ---------------------- \| ---------------------- \| \| \| \| \| \| \| \| Vitamin \| Lượng %DV† \| \| Vitamin C \| 0% 0.0 mg \| \| \| \| \| \| \| \| Chất khoáng \| Lượng %DV† \| \| Calci \| 10% 131 mg \| \| Sắt \| 43% 7.78 mg \| \| Magiê \| 82% 346 mg \| \| Phốt pho \| 62% 774 mg \| \| Kali \| 14% 406 mg \| \| Natri \| 2% 39 mg \| \| Kẽm \| 65% 7.16 mg \| \| \| \| |                                           |
| |                                           |
| Thành phần khác | Lượng                                     |
| Nước | 5.00 g                                    |
| |                                           |
| † Tỷ lệ phần trăm được ước tính dựa trên khuyến nghị Hoa Kỳ dành cho người trưởng thành, ngoại trừ kali, được ước tính dựa trên khuyến nghị của chuyên gia từ Học viện Quốc gia. |                                           |
| Vitamin và khoáng chất |                                           |
| |                                           |
| |                                           |
| Vitamin | Lượng %DV†                                |
| Vitamin C | 0% 0.0 mg                                 |
| |                                           |
| |                                           |
| Chất khoáng | Lượng %DV†                                |
| Calci | 10% 131 mg                                |
| Sắt | 43% 7.78 mg                               |
| Magiê | 82% 346 mg                                |
| Phốt pho | 62% 774 mg                                |
| Kali | 14% 406 mg                                |
| Natri | 2% 39 mg                                  |
| Kẽm | 65% 7.16 mg                               |
| |                                           |

| Vitamin và khoáng chất | Vitamin và khoáng chất |
| ---------------------- | ---------------------- |
|                        |                        |
|                        |                        |
| Vitamin                | Lượng %DV†             |
| Vitamin C              | 0% 0.0 mg              |
|                        |                        |
|                        |                        |
| Chất khoáng            | Lượng %DV†             |
| Calci                  | 10% 131 mg             |
| Sắt                    | 43% 7.78 mg            |
| Magiê                  | 82% 346 mg             |
| Phốt pho               | 62% 774 mg             |
| Kali                   | 14% 406 mg             |
| Natri                  | 2% 39 mg               |
| Kẽm                    | 65% 7.16 mg            |
|                        |                        |

| Giá trị dinh dưỡng cho mỗi 100 g (3,5 oz) | Giá trị dinh dưỡng cho mỗi 100 g (3,5 oz) |
| --- | ----------------------------------------- |
| Năng lượng | 2.640 kJ (630 kcal)                       |
| |                                           |
| Carbohydrat | 11.73 g                                   |
| Đường | 0.48 g                                    |
| Chất xơ | 11.6 g                                    |
| |                                           |
| |                                           |
| Chất béo | 61.21 g                                   |
| |                                           |
| |                                           |
| Protein | 20.45 g                                   |
| Tryptophan | 0.330 g                                   |
| Threonine | 0.730 g                                   |
| Isoleucine | 0.750 g                                   |
| Leucine | 1.500 g                                   |
| Lysine | 0.650 g                                   |
| Methionine | 0.880 g                                   |
| Cystine | 0.440 g                                   |
| Phenylalanine | 0.940 g                                   |
| Tyrosine | 0.790 g                                   |
| Valine | 0.980 g                                   |
| Arginine | 3.250 g                                   |
| Histidine | 0.550 g                                   |
| Alanine | 0.990 g                                   |
| Acid aspartic | 2.070 g                                   |
| Acid glutamic | 4.600 g                                   |
| Glycine | 1.090 g                                   |
| Proline | 1.040 g                                   |
| Serine | 1.200 g                                   |
| Hydroxyproline | 0.000 g                                   |
| \| Vitamin và khoáng chất \| Vitamin và khoáng chất \| \| ---------------------- \| ---------------------- \| \| \| \| \| \| \| \| Vitamin \| Lượng %DV† \| \| Vitamin C \| 0% 0.0 mg \| \| \| \| \| \| \| \| Chất khoáng \| Lượng %DV† \| \| Calci \| 5% 60 mg \| \| Sắt \| 36% 6.4 mg \| \| Magiê \| 82% 345 mg \| \| Phốt pho \| 53% 667 mg \| \| Kali \| 12% 370 mg \| \| Natri \| 2% 47 mg \| \| Kẽm \| 101% 11.16 mg \| \| \| \| |                                           |
| |                                           |
| Thành phần khác | Lượng                                     |
| Nước | 3.75 g                                    |
| |                                           |
| † Tỷ lệ phần trăm được ước tính dựa trên khuyến nghị Hoa Kỳ dành cho người trưởng thành, ngoại trừ kali, được ước tính dựa trên khuyến nghị của chuyên gia từ Học viện Quốc gia. |                                           |
| Vitamin và khoáng chất |                                           |
| |                                           |
| |                                           |
| Vitamin | Lượng %DV†                                |
| Vitamin C | 0% 0.0 mg                                 |
| |                                           |
| |                                           |
| Chất khoáng | Lượng %DV†                                |
| Calci | 5% 60 mg                                  |
| Sắt | 36% 6.4 mg                                |
| Magiê | 82% 345 mg                                |
| Phốt pho | 53% 667 mg                                |
| Kali | 12% 370 mg                                |
| Natri | 2% 47 mg                                  |
| Kẽm | 101% 11.16 mg                             |
| |                                           |

| Vitamin và khoáng chất | Vitamin và khoáng chất |
| ---------------------- | ---------------------- |
|                        |                        |
|                        |                        |
| Vitamin                | Lượng %DV†             |
| Vitamin C              | 0% 0.0 mg              |
|                        |                        |
|                        |                        |
| Chất khoáng            | Lượng %DV†             |
| Calci                  | 5% 60 mg               |
| Sắt                    | 36% 6.4 mg             |
| Magiê                  | 82% 345 mg             |
| Phốt pho               | 53% 667 mg             |
| Kali                   | 12% 370 mg             |
| Natri                  | 2% 47 mg               |
| Kẽm                    | 101% 11.16 mg          |
|                        |                        |

## Hình ảnh

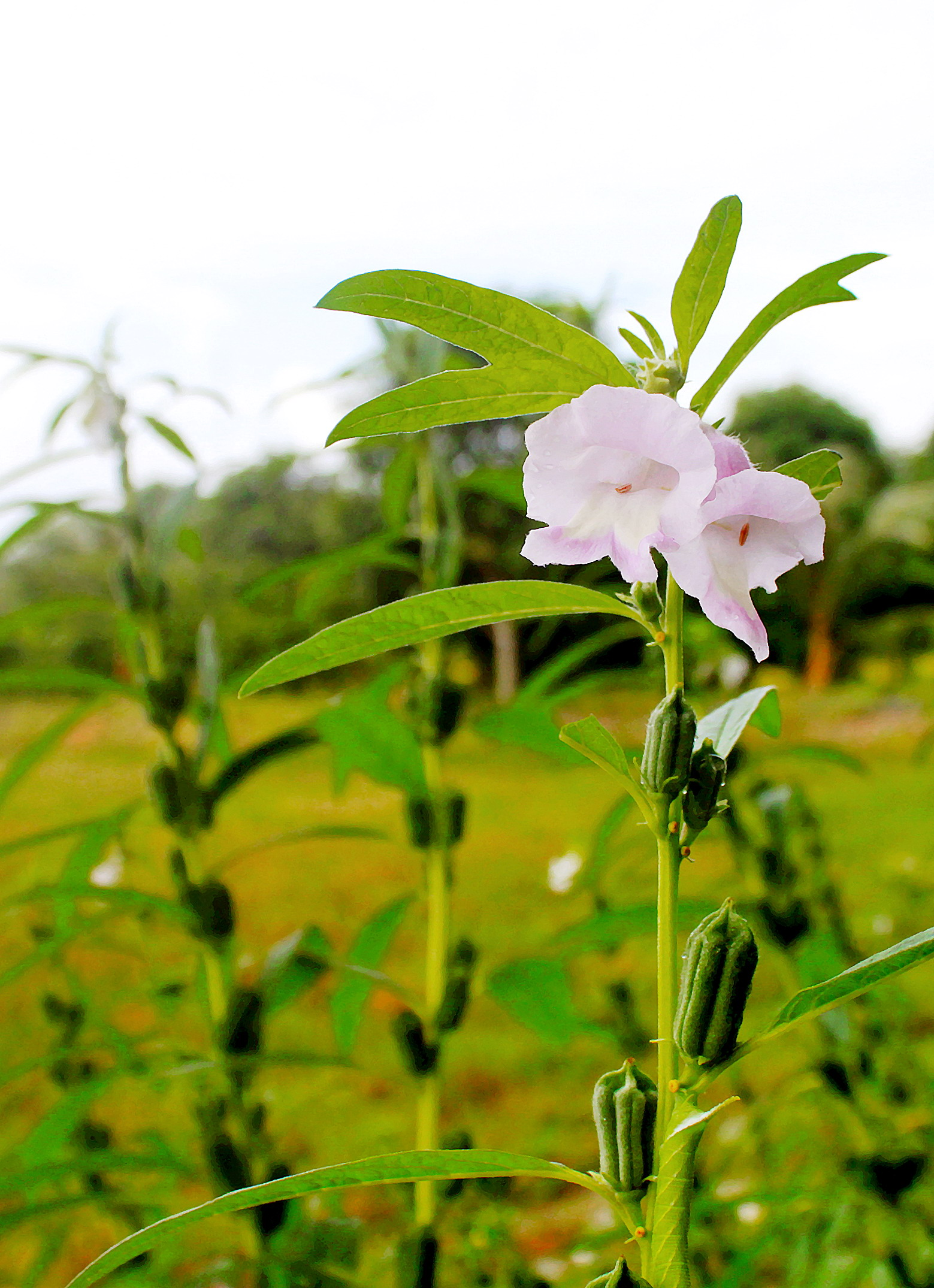
Cây mè ở miền Nam Việt Nam
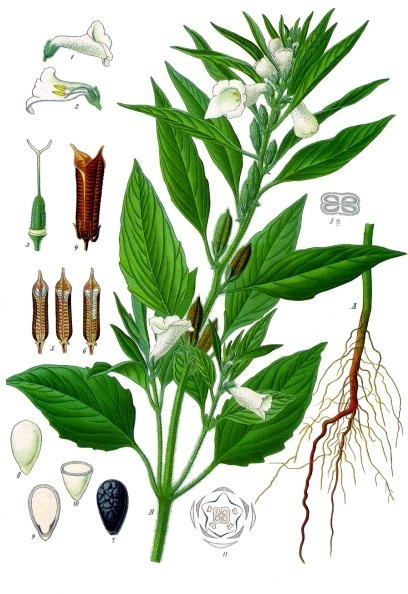
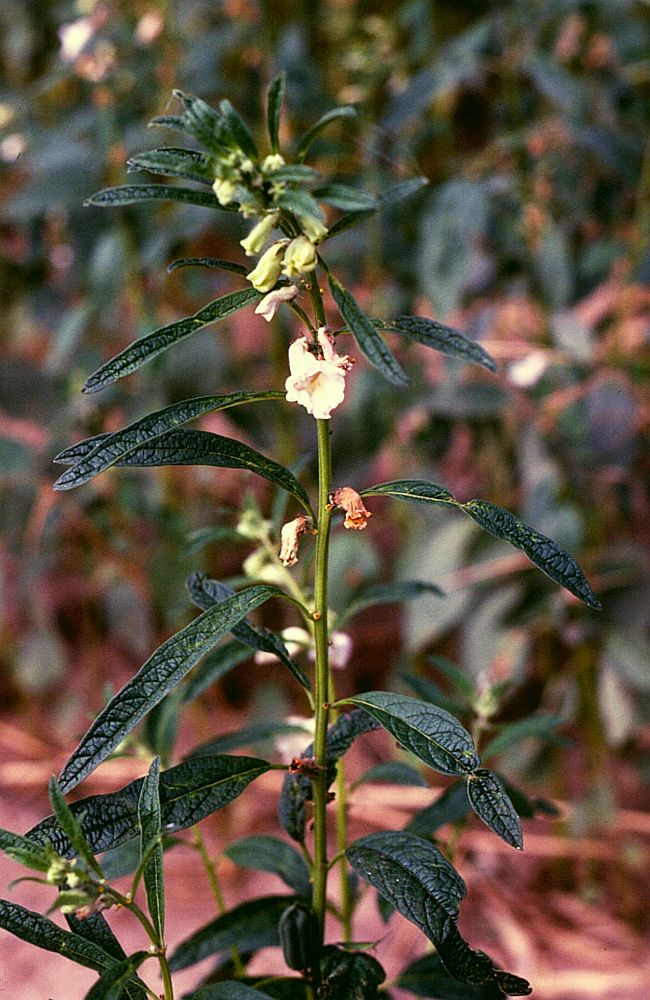
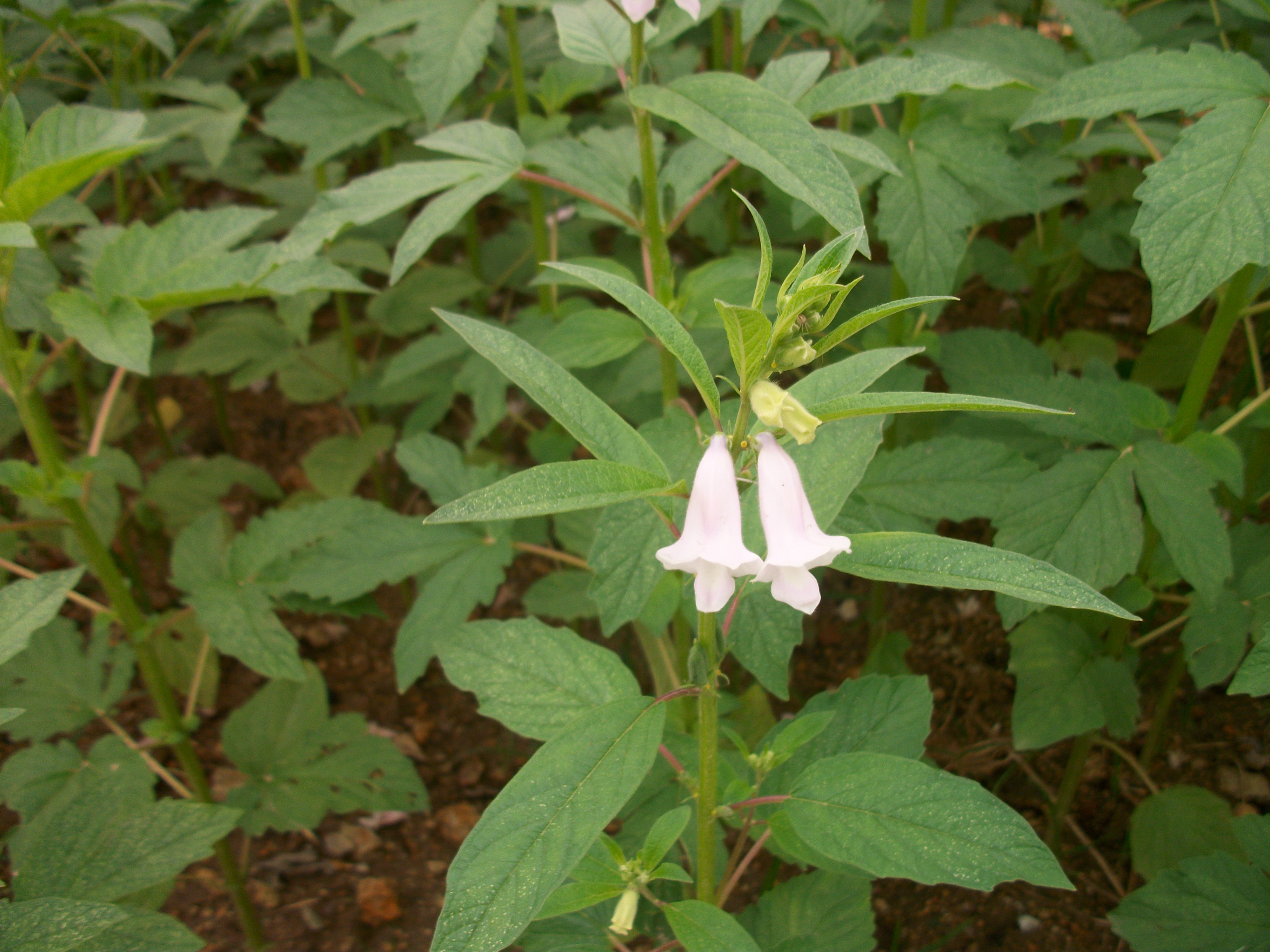
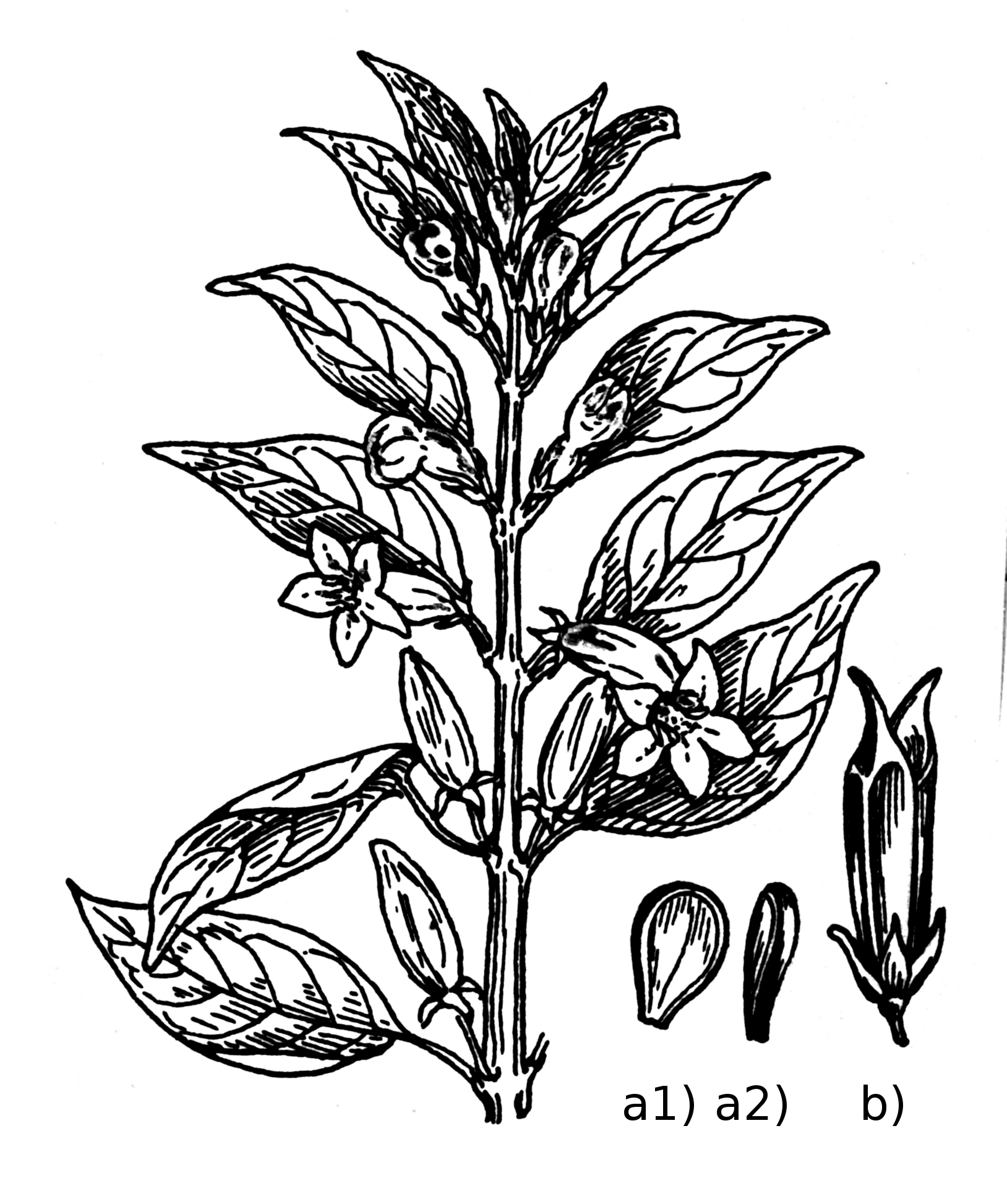
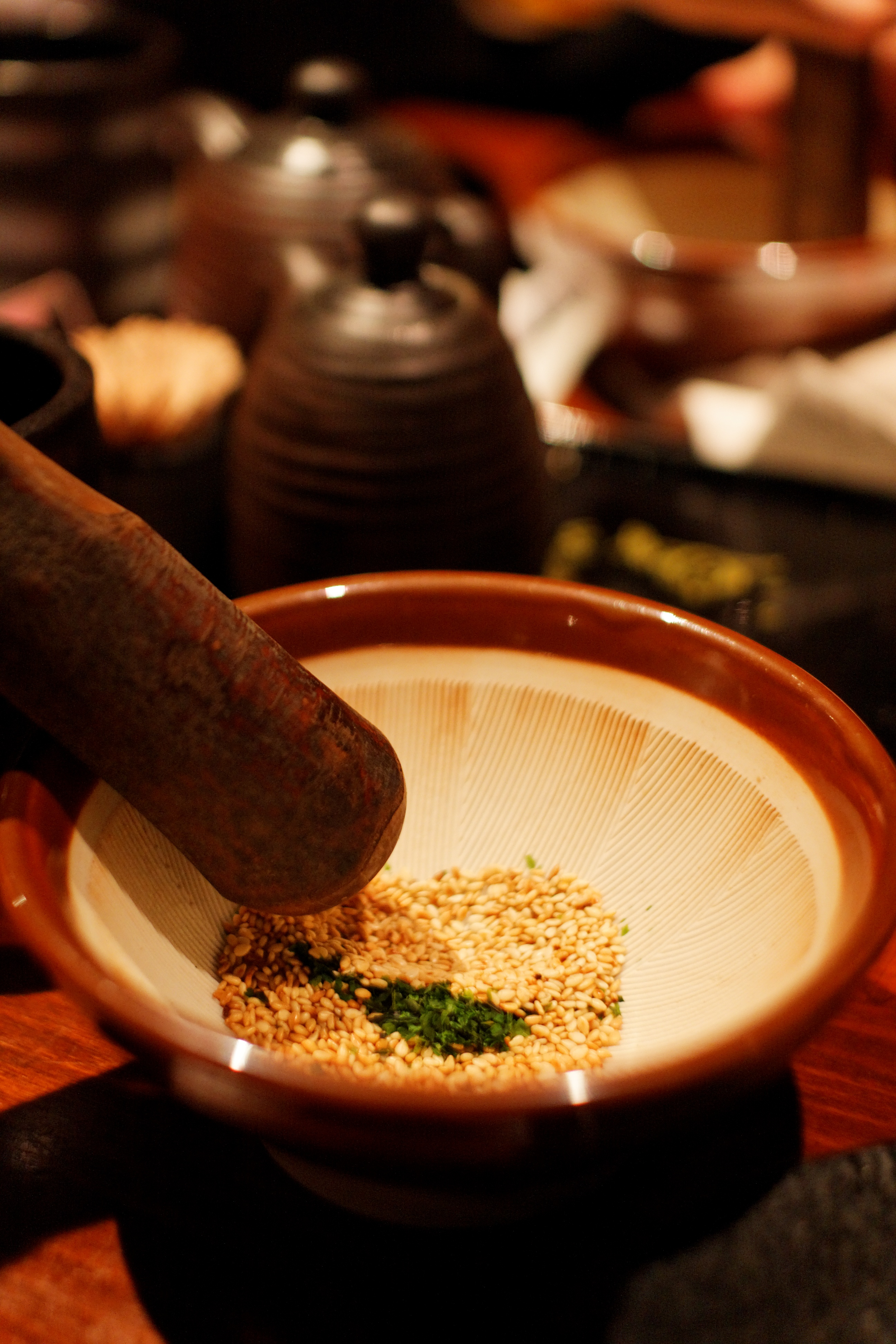
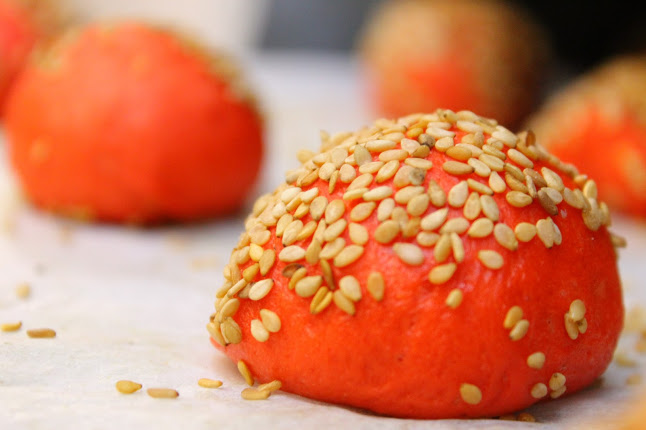